# 9M120 Ataka
9M120 Ataka (ryska: 9М120 Атака, NATO-rapporteringsnamn: AT-9 Spiral-2 ) är en rysk pansarvärnsrobot. Den är en vidareutveckling av den äldre roboten 9K114 Sjturm och kan lätt förväxlas med den och med den konkurrerade roboten 9K121 Vichr. Systemet finns i två varianter:
- Ataka-V (vertoljotnyj = helikopter) för stridshelikoptrar.
- Ataka-T (tankovyj = stridsvagn) för stridsfordon.

Systemet omnämns första gången 1992 och togs i tjänst någon gång under sent 1990-tal.

## Konstruktion
Roboten liknar 9K114 Sjturm, i synnerhet avfyringstuberna är intill förväxling lika. Roboten skiljer sig genom att den har en kraftigare raketmotor som ger både längre räckvidd och högre fart. Ataka-roboten har dessutom en tandemladdning där den främre laddningen sitter på ett teleskopiskt rör som matas ut från roboten när den armeras. Det gör att robotens totala längd efter avfyring (2100 mm) överstiger avfyringstubels längd (1830 mm).

## Varianter
- 9M120 Vidareutveckling av 9K114 Sjturm. Räckvidd 6000 meter
- 9M120F Robot med termobarisk laddning för användning mot trupp, opansrade fordon och byggnader.
- 9M120O Robot med splitterladdning och zonrör för användning mot andra helikoptrar.
- 9M120M Förbättrad variant med längre räckvidd och kraftigare sprängladdning.